# 에멘탈 치즈
에멘탈(독일어: Emmentaler 에멘탈러[*], 알레만어: Ämmedaaler 에메달러)은 스위스의 치즈 중 하나이며, 이 이름은 스위스의 베른주에 위치해 있는 에멘탈이라는 지명에서 따왔다. 물레방아 바퀴 모양에 커다란 구멍이 나 있는 것이 가장 큰 특징이다. "스위스 치즈"라고도 불린다.
에멘탈은 1293년 기록에서 처음 언급되었으나 현재의 이름은 1542년에 처음 언급되었다.
애니메이션 《톰과 제리》에 자주 등장하는 치즈이다.